# メルセデス・ベンツ・W201

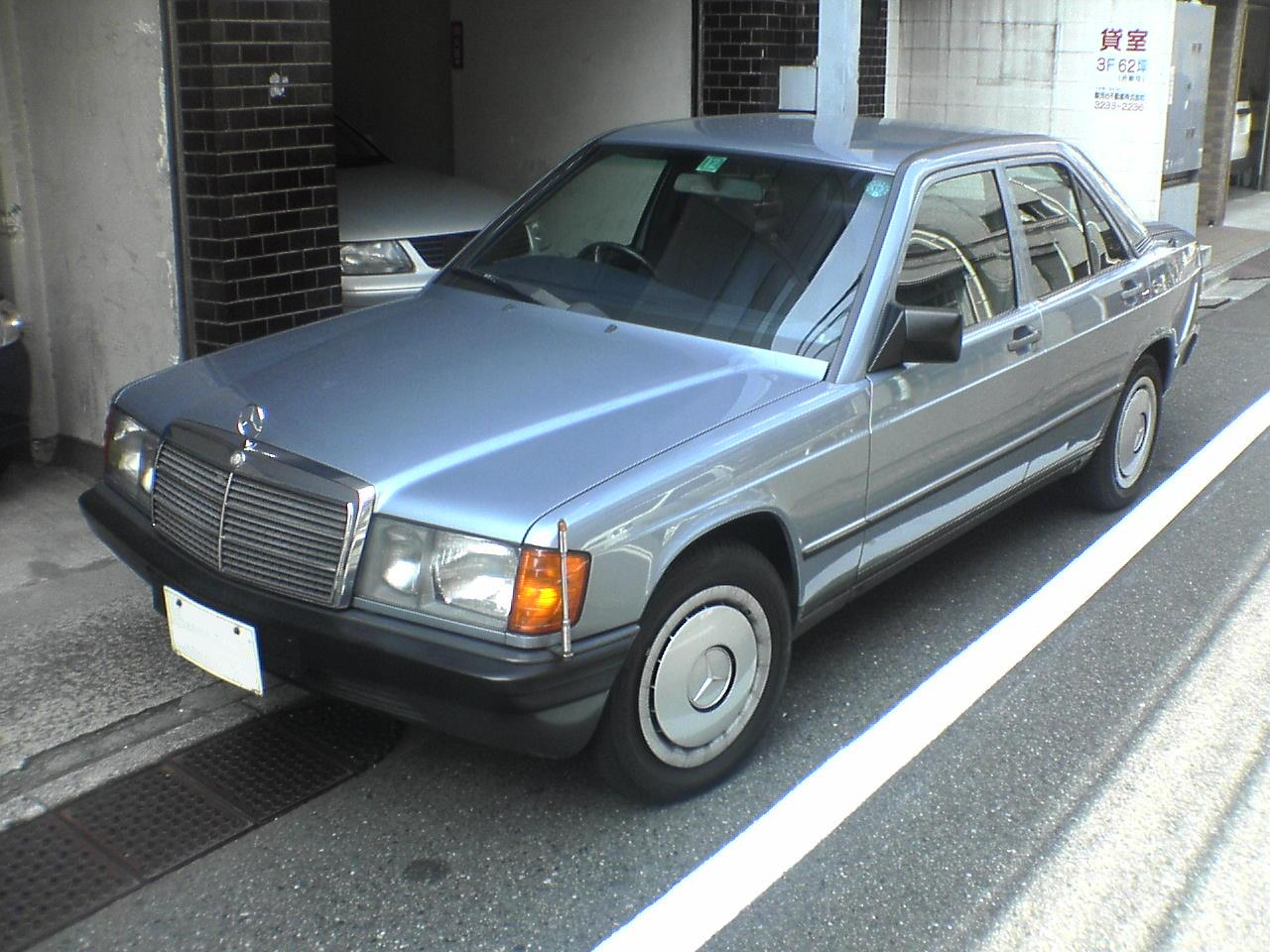
W201 （初期型）

メルセデス・ベンツ・W201（ Mercedes-Benz W201 ）は、ダイムラー・ベンツ（当時）がかつて製造・販売していた乗用車。190シリーズという車名で展開され、日本では「イチキューマル」の通称が広く通用する。

## 概要
1982年にメルセデス・ベンツ初のDセグメント（1980年代当時）として発表され、後継のCクラスが登場する1993年まで12年に渡って生産された。W201が登場する以前のメルセデス・ベンツではEセグメントのW123がコンパクト・クラスと呼称されていたが、より小さなW201の登場に伴いW123はミディアム・クラスと改められた。車体の大きさは日本の5ナンバーサイズに収まるが、上位モデル同様に質実剛健な設計がなされており、安全性能も見劣りしない。また新設計の足回りに加え、コスワースヘッドのエンジンを積んだモデルの投入やドイツツーリングカー選手権（DTM）参戦のためのホモロゲーションモデルの市販により、従来のメルセデス・ベンツにはないスポーティーな印象も与えた。

### 名称について
W201には「190」というモデル名が付与されているが、これは本車の登場以前に最も小型の車種であったW123に「200」が存在したためである。また、燃料噴射装置付きのガソリン車には末尾にEが、ディーゼル車には末尾にDが付加され、それぞれ190E、190Dとされた。
当初は排気量2,000 ccのエンジンのみを搭載していたが、後に排気量が異なるエンジンが搭載されるようになると、それらは「190E 2.3」「190D 2.5」のように実排気量をリットル単位で末尾に併記する方式で区別された。ただし、排気量2,300 ccのエンジンには通常の8バルブ仕様と高性能な16バルブ仕様が混在していたため、後者には末尾に「-16」が付加されて「190E 2.3-16」と表記される。
なお、戦後のメルセデス・ベンツは原則として搭載するエンジンの実排気量の上3桁をもって車種名としてきたが、本車は最上級車であるW100（600）以来の固有の数字を名称とした車種となった。ただし、オーストラリアでは排気量1,800 ccの190E 1.8を一時期「180E」として販売していたため、この仕様に限り実排気量との相関関係が存在する。

### 外装
デザインはブルーノ・サッコが手がけており、1979年に登場したW126の印象を引き継ぐ四角いヘッドライトや横長で凹凸が付けられたテールライトを持つ。しかしW201はW126以上に樹脂部品を多用しており、W123やW126に比べると当時の流行を反映してメッキパーツの割合は極めて減少した。これらは質実剛健な印象を与えることになり、また軽量化や良好な空力特性の獲得に寄与し、Cd値は0.33と当時の4ドアセダンとしては優秀である。1986年に追加された2.3-16Vではリアスポイラーを含む専用のエアロパーツが奢られた他、W126の様に車体側面の下半分にサッコ・プレートと通称される樹脂のプロテクターが装備され他の仕様と差別化され、Cd値は0.32に改善した。
このうち側面の樹脂プロテクターは1988年の小変更時に全車種に拡大され、世界中の多くのメーカーで模倣された。また1リアスポイラーもその他の仕様でもオプション設定されている。その他、ターボエンジンを搭載していた190D 2.5ターボのみ右前のフェンダー前部に吸気のためのスリットが空けられており他の仕様と見分けることができた。車体形状は4ドアセダンのみであり、同時期のW123の様な2ドアクーペやステーションワゴンは最後まで設定されなかった。

### 内装
メルセデス最小の車種として登場したW201だが、中央に速度計を置き、右に回転計と時計を、左に燃料計・燃費計・水温計・油量計を配置した3連の計器の配置やギザギザが付けられたシフトゲートなど、その操作性や配置は上級車種と同様である。但し左右非対称のメーターナセルがなだらかに傾斜してセンタークラスタまで伸びたデザインは当時は勿論、近年までメルセデスでは他に類を見ないものであった。空調の操作系はW123で多く見られた3連ダイヤル式のマニュアルエアコンの他、海外ではW126で多く見られたボタン式のオートエアコン(クライメートコントロール)を選択することもでき、いずれも中央の送風孔の下に設置されていた。その下部にはカーステレオのヘッドユニットが配置された。また16バルブのエンジンを搭載したモデルでは更にその下に電圧計、デジタルストップウォッチ、油温計が3連で配置され、スポーティーな印象を強めていた。

### メカニズム
エンジンはフロントに縦置きされ、後輪を駆動するオーソドックスなもの。当初はガソリンエンジンもディーゼルエンジンも直列4気筒のみ(M102、OM601)であったが、その後M102にはコスワース製のヘッドを搭載した16バルブモデルが追加された他、ディーゼルでは直列5気筒エンジン(OM602)が、ガソリンでは直列6気筒エンジン(M103)が追加投入されている。変速機は4速ATか5速MTと組み合わされ、特に16バルブモデルのMTはゲトラグ製だった。
足回りはメルセデス初となる前：マクファーソン・ストラット、後：マルチリンク式サスペンションであり、これらはW124など多くの車種に引き継がれてた。マクファーソン・ストラットはスプリングとダンパーが別体でダブルウィッシュボーンの上側アームを省略した形式であった。16バルブのDOHCエンジンのモデルでは、後輪に油圧式のレベライザーが搭載され車高を一定に保つ機構となっていた。また動作中伸縮することで払拭面積を拡大するパノラミックワイパーが中央に一本装備されたが豪雨時にも払拭速度が遅く、また伸びる時に隣の車線や歩道まで水を飛ばす欠点があった。

### 日本での販売
日本への正規輸入は1985年から開始され、当時のバブル景気の波に乗って非常に多くの販売台数を記録した。それゆえ街中で見られる機会も多かったことや、排気量によってはメルセデス・ベンツ初の小型自動車（5ナンバー）登録となることも相まって、「小（こ）ベンツ」「赤坂のサニー」などと皮肉をもって呼ばれた。それでも当時の日本では、5ナンバー車と3ナンバー車には自動車税の課税額に大きな差があり、日本におけるメルセデス・ベンツの普及に貢献した車種でもあった。正規輸入されたのはガソリンのインジェクション仕様の触媒付きとディーゼル仕様であり、ドイツ本国などで設定されていたキャブレター仕様や触媒なしの仕様は導入されていない。
トランスミッションは4速ATが標準で、一部の190Eには5速MTも設定された。なお、日本に正規輸入されるメルセデス・ベンツのMT車はこの190Eを最後に一旦途絶え、2013年にSLK200ブルーエフィシェンシーで復活するまでの間、日本に正規輸入されるメルセデス・ベンツは全てAT車であった。

## 日本における年表
- 1985年 - デビューから2年以上を要してようやく発売。当初から右ハンドル仕様も用意された。価格は535万円。
- 1986年 - 若干ギア比を変更、常用パターンにおいての加速が改善された。南イタリアのナルド・サーキットに於いて5万キロを平均速度247.939km/hで走行した2.3-16が発売。直列5気筒ディーゼルエンジンを搭載した190D 2.5を発売、190E同様5ナンバーである。ダイムラー/ベンツ1号車から100年を記念して特別仕様車を発売。
- 1987年 - 直列6気筒エンジンを搭載した190E 2.6を発売、熱対策のためか後期型のバンパーをいち早く採用していた。190Eに装備を簡略化したアンファング、高級化したコンプレットが加わり、アンファングは日本では教習車のベース車両として使われた。火薬法が改正され、ようやくエアバッグの認可が下りた。特別仕様車190Eエアバッグ・スペシャルを発売。
- 1988年 - マイナーチェンジ。ボディサイドにサッコプレートと通称されるプロテクトパネルが装着され、前後バンパーもデザインが変更され、エアバッグが装備された。また、ワイパーは伸縮式の「パノラマワイパー」となった。フロントシート形状も改良され、リアレッグスペースを拡大された。2.3-16をドイツツーリングカー選手権に投入。これに伴い2.3-16は排気量を拡大し2.5-16へ発展、2.3時代には選択できたマニュアルトランスミッション車が日本仕様から外された。
- 1989年 - 190E 2.6に右ハンドル車を用意。190Eおよび190E 2.6にスポーツライン登場、スポーツシートやリアスポイラーが装備された。
- 1990年 - 直列4気筒SOHCエンジンを搭載した190E 2.3を発売、右ハンドルのみの設定。190D 2.5ターボを発売、左ハンドルのみの設定。190D 2.5は右ハンドルのみの設定となった。
- 1992年 - アルミニウムホイールのデザイン変更。細かいところではドアミラーがカラードに。エアバッグやパワーシートが全車に標準装備された。

## 車種

### カタログモデル（正規輸入車のみ）
- 190E （1985年～1993年）
全長4,420mm、全幅1,680mm、車両重量1,180kg、直列4気筒SOHCエンジン、内径φ89.0×行程80.2mmの1,995cc、圧縮比9.1、最高出力115PS/5,100rpm、最大トルク16.8kgm/4,000rpm。
日本マーケットでは、いわゆる5ナンバー枠に収まる扱い易い高級輸入車として登場。当時の輸入販売元ヤナセが企画した特別仕様車が多数が存在する。
- 190E 2.3 （1990年～1993年）
直列4気筒SOHCエンジン、内径φ95.5×行程80.2mmの2,297cc、圧縮比9.0、135PS/5,100rpm、20.6kgm/3,500rpm。
欧州および米国では1986年の時点から販売されていた。
- 190E 2.3-16 （1986年～1988年）
直列4気筒DOHCエンジン、内径φ95.5×行程80.2mmの2,297cc、圧縮比9.7、175PS/5,800rpm、22.9kgm/4,750rpm。
メルセデス製M102エンジンをベースに、レーシングエンジンの名門コスワースが開発を請け負った2.3リットル16バルブエンジンを搭載するスポーツセダン。当初はグループB公認を取得しラリー参戦を目指していたが、計画を変更し、グループAツーリングカーレース用ホモロゲーションモデルとして1983年に公開された。ドイツ・ツーリングカー選手権（DTM）にエントリーし優勝を飾った他、ナルドテストコースで世界速度記録を樹立など、メルセデスのスポーツイメージを向上させた。通常モデルより車高が低められ、よりハードなサスペンションを備える。メルセデスの乗用車としては初めて外装にも手を加え、本格的なエアロパーツを纏っており、これまでのメルセデスのイメージを一新させた。レースでの活躍もあって、かつてのシルバーアロー復活を印象付けるカラーリングも注目を集めた。
- 190E 2.5-16 （1988年～1993年）
直列4気筒DOHCエンジン、内径φ95.5×行程87.2mmの2,498cc、圧縮比9.7、200PS/6,750rpm、24.5kgm/5,000rpm。
ドイツ・ツーリングカー選手権（DTM）のレギュレーション変更に合わせて、190E 2.3-16の2.3リットルエンジンのストロークを延長し2.5リットルとしたモデル。
- 190E 2.6 （1987年～1993年）
直列6気筒SOHCエンジン、内径φ82.9×行程80.2mmの2,597cc、圧縮比9.2、165PS/5,800rpm、23.0kgm/4,600rpm。
190シリーズ唯一の直列6気筒エンジン搭載車。
「BMWの6気筒を意識したのでは？」と噂されたほど、それまでのメルセデスの6気筒エンジンとは異なった回転フィーリングを持つ新世代の6気筒エンジンであった。
- 190D 2.5 （1986年～1993年）
直列5気筒SOHCディーゼルエンジン、内径φ87.0×行程84.0mmの2,496cc、圧縮比22.0、90PS/4,600rpm、15.7kgm/2,800rpm。
本国のディーゼルは2リットル4気筒も存在するが、日本においてはこれがベーシックモデルである。
メルセデス・ベンツ日本の販売戦略のため、190Eよりも低い価格で販売されていた。
- 190D 2.5ターボ （1990年～1993年）
直列5気筒SOHCディーゼルターボエンジン、内径φ87.0×行程84.0mmの2,496cc、圧縮比22.0、125PS/4,600rpm、23.5kgm/2,400rpm。
日本及び北米向けに企画されたモデルで欧州圏では販売されていない。W124の300Dターボと並びガソリン車顔負けの俊足ディーゼルであった。

### AMG(正規輸入車のみ)
- AMG 190E 2.0 （1987年～）
直列4気筒SOHCエンジン、内径φ89×行程80.2mmの1,995cc、圧縮比9.4、141PS/5,750rpm、19.1kgm/4,500rpm。
- AMG 190E 3.2 （1987年～）
直列6気筒SOHCエンジン、内径φ90.5×行程84mmの3,242cc、圧縮比10.3、234PS/5,750rpm、32.3kgm/4,500rpm。
ドイツ本国ではどのような仕様にするか如何様にも選択できたが、AMGジャパンが輸入した日本仕様はATのみ。AMGチューンのエンジン以外には、補強されたボディ、ザックス製サスペンション、ウッドパーツを多用した内装を備えた。レカロ製シート等の多彩なオプションが用意されていた。
190E 3.2は3.2リットルの6気筒エンジンを小型のW201に搭載するにあたり改造点が多く、コスト高であった。日本では、より大型のW124ボディの300E 3.2とほぼ同価格であったため、輸入された台数が少ない。

## エボリューションモデル

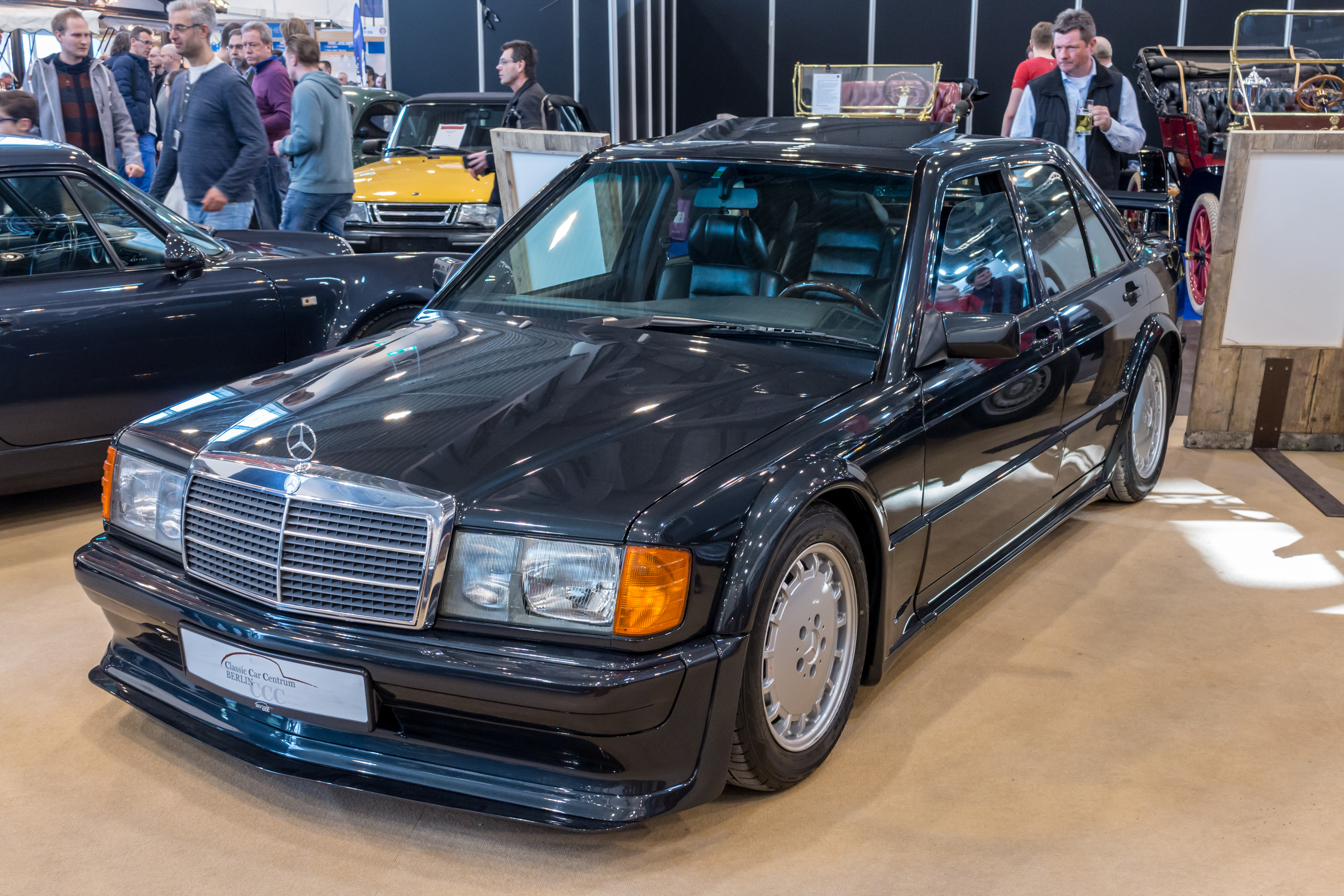
190E 2.5-16 エボリューションI

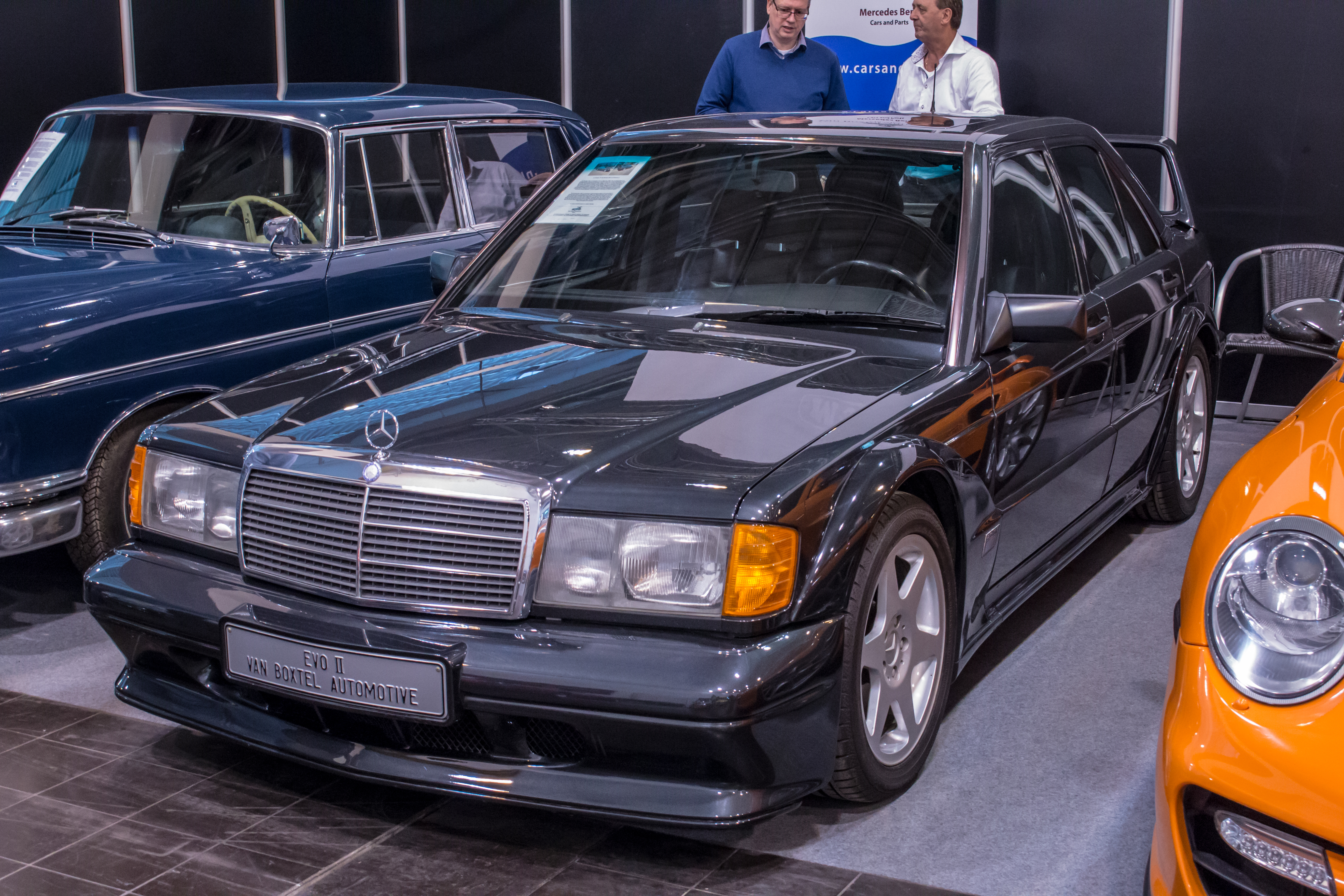
190E 2.5-16 エボリューションII

ツーリングカーレース出走のベースマシンとして、1989年に登場した190E 2.5-16 エボリューションIと、1990年途中から登場した190E 2.5-16 エボリューションIIの2モデルがあり、どちらもグループAのホモロゲーションを取得するため、それぞれ500台が生産された。コスワースによるエンジンは直列4気筒DOHC、内径φ97.3×行程82.8mmの2,463cc。エボリューションIは231PS/7,200rpm、23.5kgm/5,000rpm。エボリューションIIは235PS/7,200rpm、25.0kgm/5,000〜6,000rpm。DTMに出場した車両では最終的に375PS以上を発生した。日本にはエボリューションIが3台、エボリューションIIはより多い台数が、正規に国内へ輸入された。

## その他

### トミーカイラM19
日本の公認チューナーであるトミーカイラが1987年に最初に送り出したコンプリートモデルがW201をベースにしたM19であった。ノーマル1,997cc仕様の190Eの機関系に手を加え、153PSと19.2kgmのトルクを達成している。また外装にも手が加えられ、専用のエアロパーツとストライプが奢られている。販売されたのはほとんどがAT仕様であり、MT仕様は希少である。

### 190E5.0AMG
当時のAMGは顧客の要望でどのような仕様にするか如何様にも選択できた事から上級モデルのW126などに使われていたM117エンジンをベースにしたハンマーエンジンを搭載した190Eを複数台製造しており、そのうちの1台をリンゴ・スターが所有していた。